# Абу Исхак аль-Исфарайини
Рукнуддин Абу Исхак Ибрахим ибн Мухаммад аль-Исфараини — средневековый суннитский богослов, правовед шафиитской правовой школы (мазхаба), теоретик права (усуль аль-фикх) и комментатор Корана. Аль-Исфараини был специалистом в науках об акиде, хадисах и фикхе . Вместе с Ибн Фураком он был главным проповедником ашаритского богословия в Нишапуре на рубеже XI века (5-го века хиджры).

## Биография
Аль-Исфараини родился в 949 году в городе Эсферайен на северо-западе Хорасана. О его детстве мало что известно, за исключением того, что он получил всестороннее исламское образование, сосредоточенное на исламской юриспруденции, исламском богословии и акиде (вероучении). В юности аль-Исфарайини отправился в Багдад для продолжения учёбы и посещал лекции одних из самых известных суннитских учёных своего времени, включая аль-Бахили, аль-Бакиллани и Ибн Фурака. Среди его учеников были аль-Маварди и Ибн Тахир аль-Багдади.
Затем аль-Исфараини решил покинуть Багдад и вернуться в свой родной город Исфарайин, несмотря на уважение и милость, оказанные ему учёными Ирака. Позже он принял приглашение в Нишапур, где для него была построена школа. С 1020 года он проводил занятия по обучению хадисоведению в соборной мечети Нишапур.
Аль-Исфараини придерживался ашаритской богословской школы и проводил большую часть своего времени, отвергая взгляды секты каррамитов, которая придерживалась антропоморфных взглядов на Бога.
Аль-Исфараини является автором книг «аль-Фарк байн аль-фирак», «Усуль ад-дин», «Джами‘ аль-Хулийи» (араб. جامع الحلى‎), «Радд аля аль-мульхидин» (араб. الرد على الملحدين‎) и др.
Аль-Исфараини умер в месяце мухаррам в 418 году хиджры (февраль 1027 года) и был похоронен в Эсферайене. Его могила продолжала привлекать паломников в XII веке.